# Human disco ball
Human disco ball (En español: Bola de disco humana) es una canción interpretada por el grupo explícito de origen mexicano Plastilina Mosh, incluida en el segundo álbum de estudio Juan Manuel fue publicado en junip del año 2000. Fue el primer sencillo en lanzarse de dicho album.

## Vídeo musical
El vídeo fue producido por el director de cine y vídeos Fernando Eimbcke. El vídeo comienza con los integrantes cantando la canción de manera alocados y tocando los instrumentos (simulando que están en un manicomio), mientras que en itras tomas se ve a unos chicos jugando en una maquina de futbolito.

## Lista de canciones

### CD - Single[3]
| Human Disco Ball — Single |                                         |          |  |
| N.º                       | Título                                  | Duración |  |
| 1.                        | «Human Disco Ball (Radio edit Niños)»   | 2:53     |  |
| 2.                        | «Human Disco Ball (Radio edit Adultos)» | 2:52     |  |
| 3.                        | «Human Disco Ball (Versión de LP)»      | 3:34     |  |

## Posiciones en las listas
| Listas                              | Posición |
| ----------------------------------- | -------- |
| México (Los 100+ Pedidos MTV Norte) | 73       |
| México (Top 100)                    | 71       |

## Curiosidades
- Cabe destacar que este vídeo musical fue visto en todo público en ese tiempo en especial los canales de televisión como Ritmoson, MTV Latinoamérica y Telehit. Varios jóvenes menores de edad estaban viendo el vídeo musical, a los principios de septiembre de 2019, el sitio oficial de YouTube, varios usuarios mencionaron que ese vídeo musical fue visto desde la niñez.
  - También el video musical apareció en VH1 Latinoamérica el 17 de octubre de 2016 en el bloque de Old is Cool. La última aparición que se emitió fue el 2 de agosto de 2020 por el mismo bloque. dos meses antes que el canal latinoamericana cerrara sus transmisiones para dar paso a la versión europea el 7 de octubre de ese año.[6]
- En junio de 2024, el vídeo oficia cuenta con más de 22.7 millones de reproducciones.